# Mussetta di Sopra
Mussetta di Sopra è una frazione di San Donà di Piave, nella città metropolitana di Venezia. Unitamente al quartiere del centro urbano di San Donà oggi denominato Mussetta di Sotto, fu comune autonomo dal 1805 al 1807 nel Regno d'Italia napoleonico.

## Storia
In una carta topografica ottocentesca del Regno Lombardo Veneto le località in riva al Piave, tra il comune di Noventa di Piave e San Donà di Piave, erano denominate, con una collocazione diversa dall'attuale, Mussetta di Sopra, Mussetta di Sotto e Mussetta di Mezzo.
Verso la fine degli anni trenta del XX secolo vengono riconosciute, dal punto di vista ecclesiastico, le località di Mussetta di Sotto e Mussetta di Sopra nei siti attuali.
Nel 1942 fu aperta al culto la chiesa dedicata a san Giuseppe. Dal 1962 la chiesa di Mussetta di Sopra dipende dalla parrocchiale di Santa Maria Assunta di Mussetta di Sotto.